# Kamienica Emila Bernhardta w Bydgoszczy
Kamienica Emila Bernhardta w Bydgoszczy – kamienica położona w Bydgoszczy przy ul. Gdańskiej 16.

## Położenie
Budynek stoi we wschodniej pierzei ul. Gdańskiej, przy skrzyżowaniu z ul. Dworcową. Przylega od południa do hotelu „Pod Orłem” i stanowi z nim całość pod względem gabarytowym i częściowo stylistycznym.

## Historia
Działkę, na której stoi kamienica, zakupił około 1850 roku piekarz August Friedrich Bernhardt. Między rokiem 1875 a 1879 firmę przejął jego syn Emil Bernhardt, który wcześniej odbył w Szwajcarii przeszkolenie w zawodzie hotelarskim.
W 1880 roku Emil Bernhardt ożenił się z Luizą Müller, córką posiadacza ziemskiego z okolic Piły, która wniosła bardzo pokaźny posag. Prawdopodobnie część wiana żony przeznaczył na wzniesienie kamienicy przy ul. Gdańskiej 16, sąsiadującej z parcelą hotelu "Pod Orłem".
Projekt budynku, autorstwa bydgoskiego mistrza murarskiego Carla Stampehla został zatwierdzony 13 lutego 1882 roku. Powstała kamienica trzypiętrowa o reprezentacyjnej fasadzie utrzymanej w stylu historycznym, nawiązującym do form włoskich renesansowych pałaców miejskich. Był to obiekt typu "Geschäftshaus" – z pomieszczeniami kawiarnianymi i sklepowymi w przyziemiu.
W 1918 roku projekt adaptacji pomieszczeń na parterze dla filii Banku Niemieckiego wykonał architekt Gustaw Bruschat. W 1920 roku dokonano kolejnej przebudowy według projektu architekta Rudolfa Kerna.
W kamienicy mieściła jedna z najelegantszych bydgoskich kawiarni „Wiener Cafe”, działająca do 1920 roku. W okresie międzywojennym miały tu swoje siedziby: Bank Agrarny i Poznański Bank Gospodarstwa Krajowego oraz swój lokal – Niemieckie Towarzystwo Nauki i Sztuki.
Jesienią 2021 w budynku ponownie otwarto kawiarnię.

## Architektura
Budynek wzniesiono na planie podkowy, w stylu eklektycznym o formach klasycyzujących. O dawnej świetności kamienicy świadczy nie tylko dekoracyjna fasada, ale także relikty unikatowej polichromii pokrywającej niegdyś w całości ściany sieni przejazdowej.
Na zapleczu parceli mieści się budynek mieszkalny z żelaznym gankiem i dekoracyjnym, ażurowym szczytem, wzniesiony w 1882 roku, zaprojektowany przez mistrza murarskiego Carla Rose.